# More & More (EP)
More & More là EP thứ chín của nhóm nhạc nữ Hàn Quốc Twice. Album được JYP Entertainment phát hành vào ngày 1 tháng 6 năm 2020 cùng đĩa đơn "More & More". Album được phát hành sau EP tháng 9 năm 2019 của nhóm là Feel Special.

## Danh sách bài hát
| STT              | Nhan đề               | Phổ lời                            | Phổ nhạc                                                                                | Biên khúc                                 | Thời lượng |
| ---------------- | --------------------- | ---------------------------------- | --------------------------------------------------------------------------------------- | ----------------------------------------- | ---------- |
| 1.               | "More & More"         | J. Y. Park BIBI                    | Uzoechi Emenike (MNEK) Justin Tranter Julia Michaels Zara Larsson                       | MNEK J. Y. Park Lee Hae-sol               | 3:19       |
| 2.               | "Oxygen"              | JQ Jeong Il-kwon (makeumine works) | Johan Gustafsson Josefin Glenmark                                                       | Gustafsson                                | 3:45       |
| 3.               | "Firework"            | Kim Soo-jeong                      | Billie Jean (BADD) Kim Jin-hyung Slyberry Sophia Pae                                    | Slyberry Kim Jin-hyung Billie Jean (BADD) | 3:13       |
| 4.               | "Make Me Go"          | Nayeon                             | Ryan Ashley Lewis Jankel BB Diamond                                                     | Shift K3Y                                 | 3:06       |
| 5.               | "Shadow"              | Jo Yun-gyeong                      | Greg Bonnick Hayden Chapman Chloe Lattimer Hannah Wilson                                | LDN Noise                                 | 2:48       |
| 6.               | "Don't Call Me Again" | Park Lee-soo                       | Markus "Mack" Sepehrmanesh Emanuel "Email" Abrahamsson Imani Williams Iman Conta Hultén | Mack Email                                | 2:53       |
| 7.               | "Sweet Summer Day"    | Jeongyeon Chaeyoung                | Drew Ryan Scott Gabe Lopez Sean Michael Alexander                                       | Lopez                                     | 3:11       |
| Tổng thời lượng: | Tổng thời lượng:      | Tổng thời lượng:                   | Tổng thời lượng:                                                                        | Tổng thời lượng:                          | 22:15      |